# Bedinvetmab
Le Bedinvetmab, vendu sous le nom commercial Librela, est un anticorps monoclonal canin utilisé pour le contrôle de la douleur associée à l'arthrose chez les chiens. Le Librela est commercialisé par Zoetis.
Les effets secondaires les plus courants comprennent une augmentation de l'azote uréique sanguin (un indicateur de la fonction rénale), une infection des voies urinaires, une infection bactérienne de la peau, une irritation cutanée (dermatite), une éruption cutanée (érythème) ou une douleur au site d'injection, des vomissements et une perte de poids (anorexie).
Le Bedinvetmab a été approuvé pour un usage médical dans l'Union européenne en novembre 2020, et aux États-Unis en mai 2023. Le Bedinvetmab est le premier anticorps monoclonal approuvé aux États-Unis pour contrôler la douleur liée à l'arthrose chez les chiens.
Les effets secondaires signalés dans la base de données EUDRA-Vigilance sur plus de 16 000 cas comprennent :
1. Troubles systémiques (y compris ayant conduit à un décès)
2. Troubles neurologiques
3. Troubles rénaux et urinaires
4. Troubles de l'appareil digestif
5. Trouble musculosquelettique
6. Troubles respiratoires
7. Troubles de l'oreille et du labyrinthe
8. Troubles du système cardiovasculaire
9. Troubles oculaires
10. Troubles hipato-biliaires

## Utilisations médicales
Le bédinvetmab est indiqué pour le soulagement de la douleur associée à l'arthrose chez les chiens.

## Histoire
Deux études sur le terrain ont été menées pour évaluer l’efficacité du bedinvetmab – une aux États-Unis et une dans l’Union européenne. Les deux études ont porté sur des chiens appartenant à des clients diagnostiqués avec de l'arthrose. La moitié des chiens ont reçu du bedinvetmab et l'autre moitié une injection de solution saline stérile tous les 28 jours pour un total de trois doses. Avant le traitement et à différents jours de l'étude, les propriétaires ont utilisé l'outil d'évaluation Canine Brief Pain Inventory (CBPI) pour mesurer la gravité de la douleur du chien et le degré auquel la douleur interférait avec les activités quotidiennes du chien. Les preuves issues des deux études sur le terrain ont démontré que le bédinvetmab est efficace pour contrôler la douleur associée à l'arthrose chez les chiens lorsqu'au moins deux doses sont administrées à 28 jours d'intervalle.
Le 20 novembre 2023, le Centre de médecine vétérinaire de la Food and Drug Administration des États-Unis (US FDA CVM) a adressé une lettre à Zoetis pour avoir fait des déclarations et des représentations fausses ou trompeuses sur l'efficacité du bedinvetmab (Librela). 

## Société et culture

### Noms
Bedinvetmab est la dénomination commune internationale.